# Helmut von Jan
Helmut Otto Erwin von Jan (* 11. Dezember 1910 in Straßburg; † 11. März 1991 in Hildesheim) war Historiker sowie Archivar.

## Leben
Helmut von Jan, der Sohn des Gymnasiallehrers Friedrich von Jan (1867–1946) und der Enkel des Gymnasialprofessors Karl von Jan (1836–1899), studierte Geschichte, Germanistik, Latein und historische Hilfswissenschaften. 1938 wurde er an der Universität Göttingen zum Thema Protest- und Revanchepropaganda um Elsaß-Lothringen nach 1871 promoviert. Die Arbeit wurde nicht gedruckt. Nach seinem Staatsexamen 1939 und der Ausbildung zum höheren Archivdienst in Berlin war er 1940 kurz am Geheimen Staatsarchiv in Berlin tätig. Eine Festanstellung wurde ihm aus ideologischen Gründen verwehrt. Er arbeitete deshalb zunächst für evangelische Kirchenstellen und seit 1942 im Straßburger Landesarchiv. 1944 wurde er von den Alliierten interniert. Seit 1947 arbeitete Jan als Archivrat in Speyer. Von 1964 bis 1975 war er als Archivdirektor Leiter des Stadtarchivs und der Stadtbibliothek Hildesheim sowie Schriftleiter des „Alt-Hildesheim. Jahrbuch für Stadt und Stift Hildesheim“.
Jan beschäftigte sich überwiegend mit Heraldik, Kirchen- und Regionalgeschichte, insbesondere zu Stadt und Bistum Hildesheim. Als es 1978 zur öffentlichen Debatte um Äußerungen des ehemaligen Hildesheimer Oberbürgermeisters Ernst Ehrlicher während der Zeit des Nationalsozialismus kam, stellte sich Jan vehement hinter Ehrlicher. Sein Nachlass befindet sich im Hildesheimer Stadtarchiv (Best. 340).
Jans Frau war Helene (1929–1970), geb. von Nathusius, eine Schwester von Mark-Heinrich von Nathusius. Jan hatte zwei Söhne.